# 愚者の塔

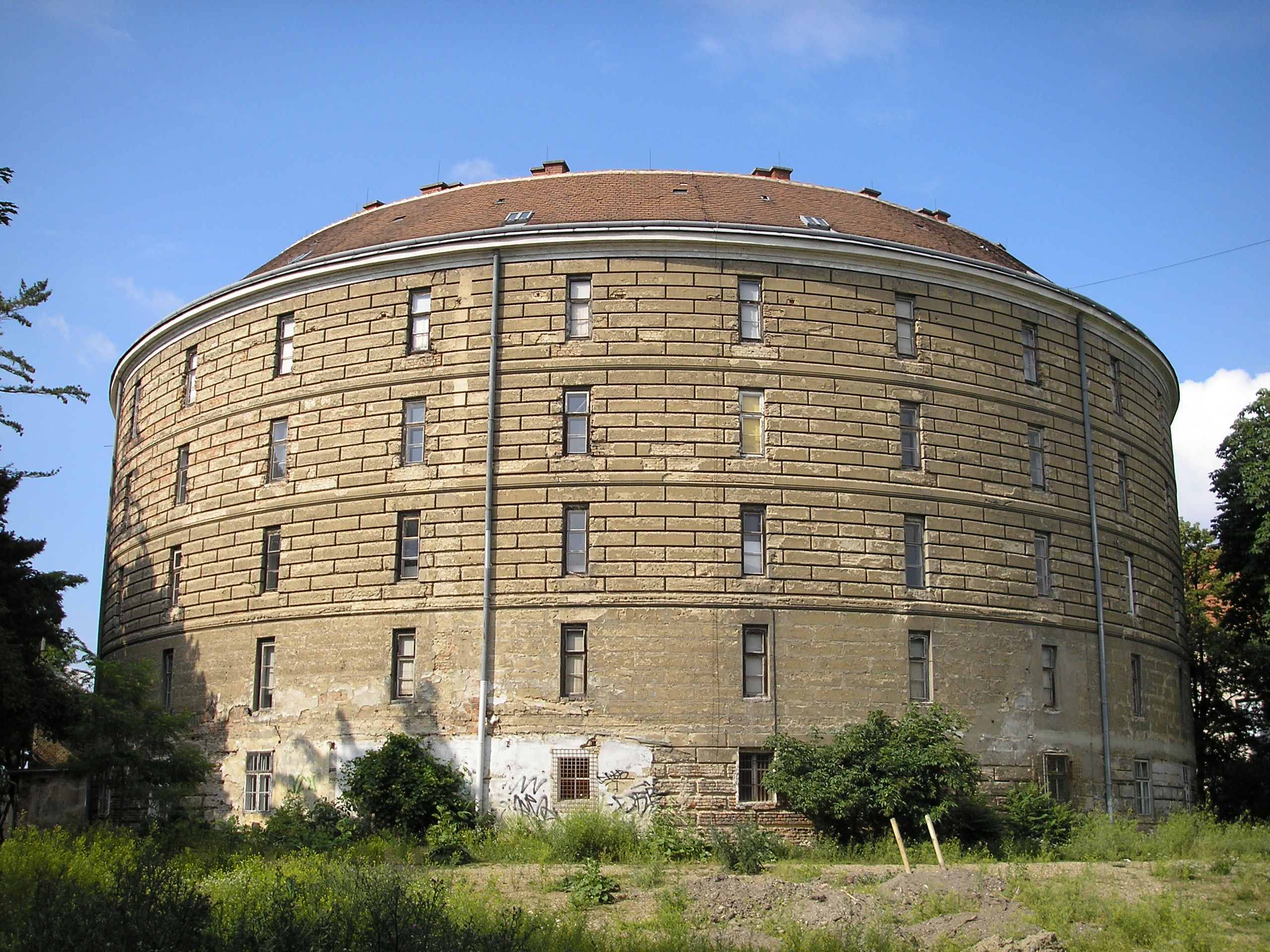
愚者の塔（2006年撮影）

愚者の塔（狂人塔）（ぐしゃのとう、きょうじんとう、ドイツ語: Narrenturm）は、オーストリアのウィーン市の旧総合病院の敷地の中にあり、1784年世界最初の精神病院として建てられた。Narrenturm の Narr はこのコンテクストでは「愚者」ではなく精神病者の蔑称である。したがってNarrenturmの和訳としては「愚者の塔」ではなく「狂人塔」が適切であると判断されることが多い。建物は、2012年にウィーン自然史博物館に併合されて、現在は州立病理・解剖学博物館として活用されている。

## 建物
建物は、1784年、神聖ローマ皇帝ヨーゼフ2世の命により建築家のヨーゼフ・ゲールによって建てられた。建物は五階建ての円筒形で各階ごとに28室あり、南北方向に中間部分が設けられている。
全体で、139人の入院患者があったとされる。それぞれの病室は、13m2あり、円周状の通路から直接入ることができた。
階の中央には、監視員が配されて、その片方の側には階段があった。さらに外には大小の庭園があった。
ヨーゼフ2世は、フランカ旅行の際にさまざまなこうした施設を視察する機会に恵まれていた。20世紀、21世紀のさまざまな知見からしても、愚者の塔の建設は、精神病に対し新しい考え方が登場してきた証と見られる。
それは、精神病患者を社会から区別しようとする傾向の始まりで、また従来の社会の中の「貧困者」の枠組みとも一線を引こうとする動向の始まりでもあった。
各個室にはドアはつけられていなかった。つまり、部屋を繋いでいくような通路はなかったのである。病院として運営を始めたあとで、部屋のドアが取り付けられ、初めて部屋から部屋へとつながっていく通路ができた。1789年、病院が開設されてから間もない時期にここを訪ねた旅行者の記録がある。
彼はここを初めて訪問したウィーンの特に見るべきものと賞賛している。
その後10年位して、精神病患者の治療のやり方が変わってきたことにより、塔のやり方はすっかり時代遅れになってしまい、ごく僅かな精神病患者だけが、ここに残った。
これが18世紀から19世紀にかけての実情で、その人の社会階層によってもいろいろで、様々な扱い方をされて、病院に入れられたり、手厚く看護されたりといった状況であった。この塔に精神病患者が収容されていたのは、1866年までである。
この円塔というかたちから、ウィーンでよく使われる口語表現で、クグロフ（ドイツ語：Kuglhupf）といえば、精神病院、精神科のクリニックを意味する隠語として使われている。
この愚者の塔が、ジェレミー・ベンサムのパノプティコン(全展望監視システム)を実現しようとしたものではないかとの推測は、この場合間違いである。 ここの個室は、当の中心部分からは監視することができないのである。

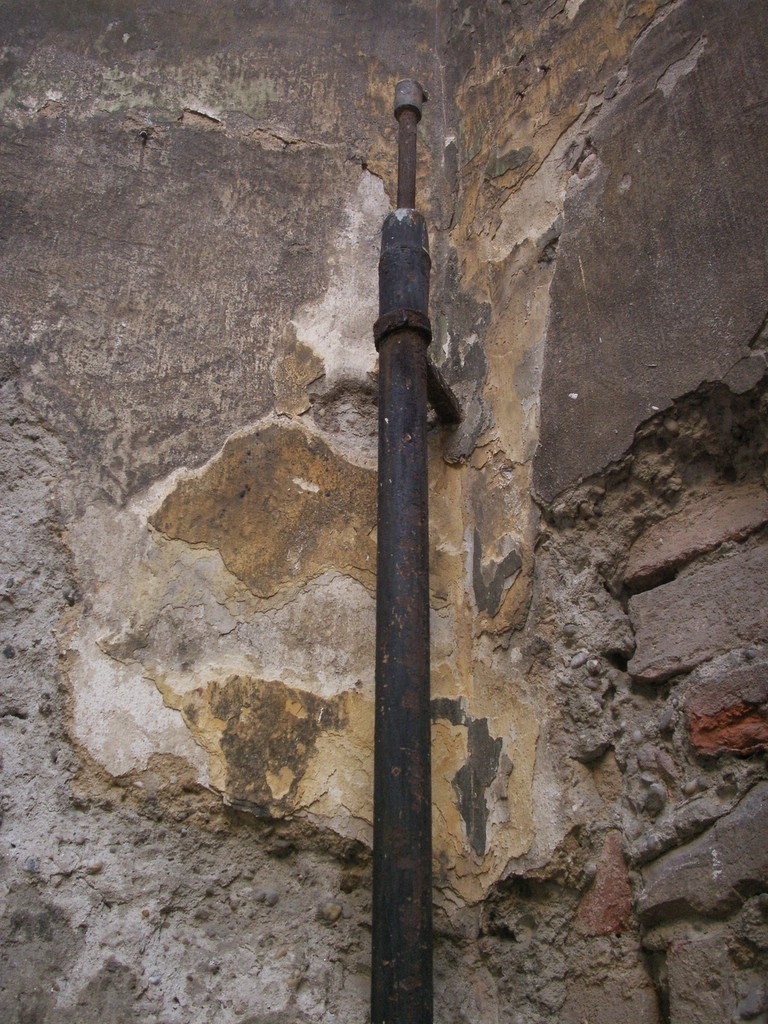
愚者の塔にある世界最古の避雷針の一部

愚者の塔がまだその最も初期の形であった時分に、すでに屋根の棟に避雷針、もしくは導雷針のようなものが取り付けられていた。
塔の中庭にはそのような設備がまだ2カ所残されている。ヨーゼフ2世は、嵐には治療的な効力があるのではないかと主張したとか、逆に「天文学的な装置」を開発し、それで雷雨を遠ざける発明をしたとかで知られるプロコプ・ディヴィシュの訪問を受けたということで知られている。愚者の塔に残されている避雷針が、ベンジャミン・フランクリンのものよりも古く世界初のものであるかどうかはともかく、ひょっとしたらこの導雷針は、避雷針というよりもむしろ収容者の治療のために設置されたものではないのかという疑問は、これまでのところまだ解明されていない。
1866年以降、愚者の塔は、一時的に書庫として、また看護師たちの寮としても使われていた。

### 博物館
博物館は、1796年、神聖ローマ皇帝フランツ2世により、病理学・解剖学博物館の名で新設された。収集品は1971年からこの塔の中に収められている。
病理学者のカール・アルフォンソ・フォン・ポーテーレの働きにより、博物館は、1974年大学の研究機関から文部省の監督下に移管された。これにより、塔は名実ともに「病理学・解剖学博物館」となった。
この博物館は、州立博物館法に基づいたその他の州立博物館として2003年まで学術研究施設として、いわゆる全権を与えられいわゆる学術機関としてはあまりに小規模なのにもかかわらず他の州の施設から切り離された特別の扱いを受けてきた。
病理、解剖などの収集物とは別の収集品をどうするべきかというかなり長期の審議の結果、医学以外の収集品は、政府により2011年秋に政府直轄の州立博物館に移されることが決まり、結局2012年1月連邦法によりウィーン自然史博物館に移された。

### 電気・病理学博物館
かつての「電気・病理学博物館」の一部もシュテファン・ジェリネクによりここに移管されている。
博物館はジェリネクにより1936年に開館された。その後、彼はユダヤ人であったため、1939年にこの国を去ることになった。第二次世界大戦が集結した後、彼は自身のコレクションを取り戻した。
彼の協力者であったフランツ・マレッシュが、館の創設者の死後、大きな企画展を1968年に新たに企画した。
1980年代にウィーン技術博物館のかなりの収集品が、こちらに移されたが、動物や人間についてのかなり傷んだ展示物は、病理学・解剖学博物館からも注目されずに終わってしまった。